# آنگستروم (دهانه)
آنگستروم یک دهانه برخوردی در ماه است.

## دهانه‌های اقماری
این دهانه ۲ دهانه اقماری دارد.
| Ångström | عرض جغرافیایی | طول جغرافیایی | قطر         |
| -------- | ------------- | ------------- | ----------- |
| A        | ۳۰٫۹° N       | ۴۱٫۱° W       | ۶٫۰ کیلومتر |
| B        | ۳۱٫۷° N       | ۴۴٫۱° W       | ۶٫۰ کیلومتر |